# Старые Кицканы
Старые Кицканы (рум. Chițcanii Vechi, Кицканий Векь) — село в Теленештском районе Молдавии. Является административным центром коммуны Старые Кицканы, включающей также село Новые Кицканы.

## История
Село основано 26 марта 1666 года. В 1918—1940 годах входило в состав Оргеевского уезда.

## География
Село расположено на правом берегу реки Реут на высоте 48 метров над уровнем моря. Расстояние до Кишинёва — 80 км, до ж\д станции Рогожень — 30 км, до автотрассы на Сороки — 3 км.

## Население
По данным переписи населения 2004 года, в селе Кицканий Векь проживает 2398 человек (1200 мужчин, 1198 женщин).
Этнический состав села:
| Национальность | Число жителей | Процентный состав |
| -------------- | ------------- | ----------------- |
| молдаване      | 2093          | 87.28             |
| румыны         | 55            | 2.29              |
| украинцы       | 25            | 1.04              |
| русские        | 4             | 0.17              |
| прочие         | 1             | 0.04              |
| Всего          | 2398          | 100 %             |

## Известные уроженцы
- Есиненку, Николае Гаврилович (1940—2016) — молдавский сценарист, режиссёр, драматург, поэт и писатель.